# Syrmische front
Het Syrmische front (Servo-Kroatisch: Srijemski front/Sremski front) was een Duitse verdedigingslinie tijdens de Tweede Wereldoorlog. Het front werd gevormd in oktober 1944 als deel van het oostfront in Syrmië ten noordwesten van Belgrado.
Nadat het Rode Leger in samenwerking met de Joegoslavische partizanen de Duitsers uit Belgrado hadden verdreven in het Belgrado-offensief, zetten de Duitsers in Syrmië (tussen de Donau en de Sava) een serie blokkeringslinies op om de terugtochtroutes voor Heeresgruppe E vanuit het zuiden (Griekenland) open te houden en een mogelijke Rode leger/partizanen opmars te voorkomen/vertragen. Dit lukte en met behulp van het Rode Leger en Bulgaarse troepen vochten de partizanen een moeilijke winterveldtocht aan dit front. Uiteindelijk, op 12 april 1945, kon het Joegoslavische Leger offensief worden en het Syrmische front doorbreken. In de daaropvolgende maand werd Joegoslavië volledig bevrijd.

## Achtergrond

### Het Sovjet perspectief
Aan de noordkant van het Belgrado-offensief rukte het 46e Sovjet Leger (onderdeel van het 2e Oekraïense Front) op in een poging om de Duitse verdedigingspositie van Belgrado vanuit het noorden te overvleugelen door de rivier- en spooraanvoerlijnen langs de Tisza af te snijden. Gesteund door het 5e Luchtleger kon het 10e Garde Fuselierskorps snel overgangen uitvoeren over de Timiș en Tizsa ten noorden van Pančevo en daardoor de spoorlijn Belgrado-Novi Sad bedreigen. Verder naar het noorden rukte het 31st Garde Fuselierskorps op richting Petrovgrad, en het 37e Fuseliers Korps rukte op naar, en stak de Tisza over, om het spoor tussen Novi Sad en Subotica te bedreigen en om zich voor te bereiden op de geplande strategische offensieve operatie tegen Boedapest. Dit laatste was voor de Sovjet legerleiding een belangrijk doel. Het 46e Sovjet Leger stak dus niet de Donau over, maar trok in noordwestelijke richting weg. 
Het 57e Sovjet Leger had intussen op 20 oktober Belgrado ingenomen. Hierop verdeelde dit leger zijn krachten. Het 64e en 68e Fuselierskorps rukten ten zuidwesten van Belgrado op en raakten verwikkeld in de strijd om het Bruggenhoofd Kraljevo. Eind oktober werd het 64e Fuselierskorps teruggetrokken en naar het noorden verplaatst. Het 68e Fuselierskorps nam tot eind november deel aan de veldslagen rond het Bruggenhoofd Kraljevo en werd daarna naar Syrmië verplaatst. Het 75e Fuselierskorps was als eerste opgerukt naar het noorden, aan de linkerflank van het 46e Leger, en nam in de eerste week van november posities in langs de Donau van Bačka Palanka tot Baja (130 km frontlengte).

### Het Duitse perspectief
Na de inname van Belgrado was dit knooppunt niet meer te gebruiken voor de terugtocht van Heeresgruppe E uit Griekenland. Dit zou verder westelijk door het bergachtig gebied moeten gebeuren. Door knap stand te houden rond Kraljevo behield Heeresgruppe E de terugtochtroutes onder controle. Het Rode Leger leek geen ambities te hebben om in dit gebied verder op te rukken, hetgeen de Duitsers lucht gaf. Maar aangezien de Sovjets intussen meer noordelijk bleven oprukken was er in Syrmië, ten noordwesten van Belgrado, wel een potentieel gevaar voor het afsnijden van Duitse terugtochtroutes.
De Oberbefehlshaber Sudost had op 24 september al opdracht gegeven om stellingen te gaan bouwen tussen de Donau en Sava van Ruma tot Vinkovci. In totaal zeven linies werden gebouwd. Ze kregen de namen (van oost naar west): Bruine, Groene, Gele, Zwarte, Rode, Nibelungen en nogmaals Groene linie. De belangrijkste verdedigingslinie, de Nibelungen linie genaamd, strekte zich in twee rijen uit van de Bosut tot aan de Donau. Ter verdediging van deze linies werd uit de staf van HArko 305, o.l.v. Generalleutnant Karl Böttcher, de zogenaamde Divisie Böttcher gevormd. Dit was een samenraapsel van eenheden en veranderde ook voortdurend van samenstelling. Versterkingen zouden alleen kunnen komen door aanvoer vanuit het zuiden, lees terugtrekkende eenheden van Heeresgruppe E uit Griekenland. De divisie stond onder bevel van Armee-Abteilung Serbien en vanaf 27 oktober onder het 68e Legerkorps als deel van het 2e Pantserleger.

### Het Joegoslavische perspectief

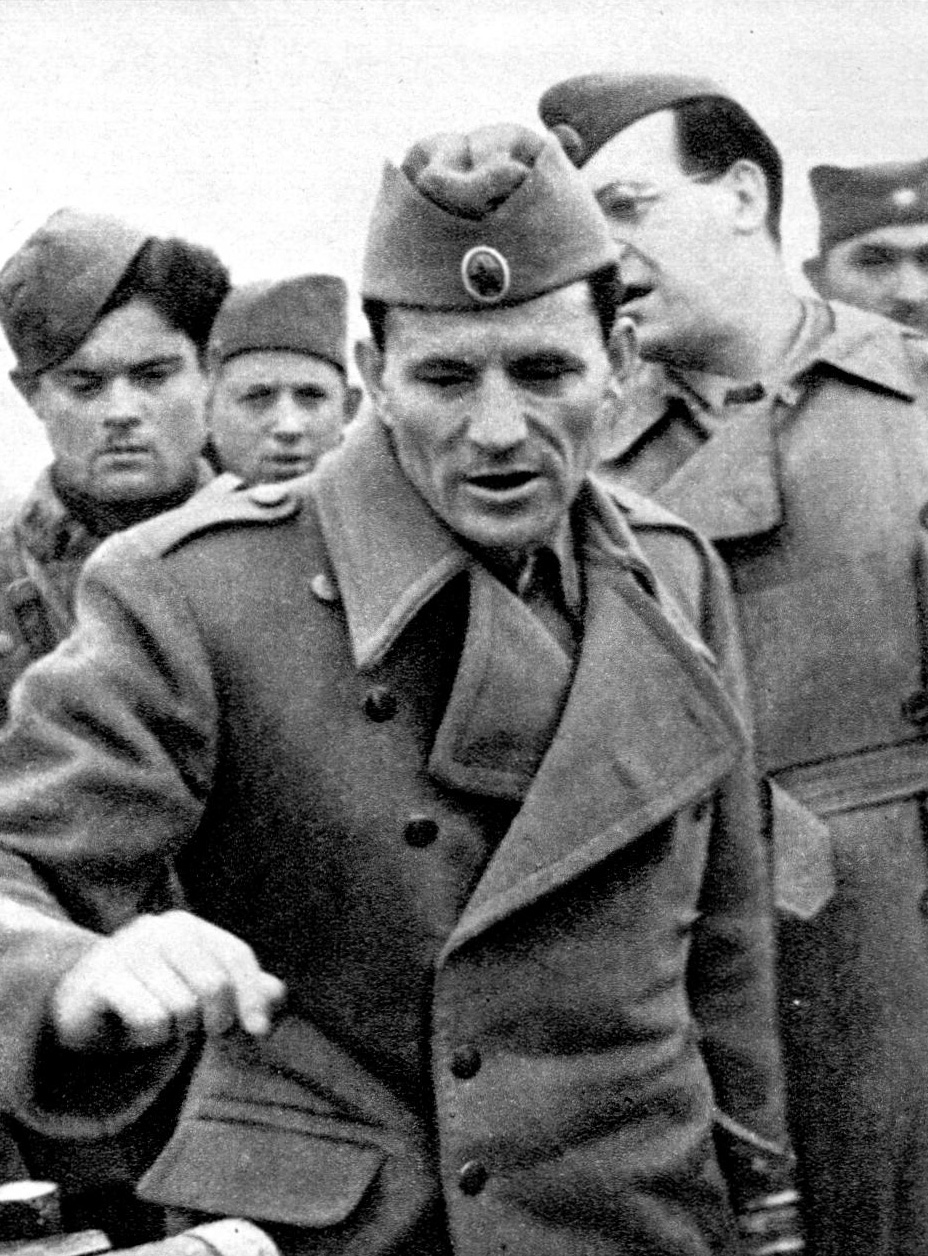
Generaal Peko Dapčević aan het Syrmische front

Aangezien het 3e Oekraïense Front dieper in Hongarije doorstootte, werd diens linkerflank steeds meer blootgesteld aan mogelijk Duitse aanvallen over de Donau. Om dit te voorkomen, gaf Tito toestemming om de hoofdmacht van NOVJ (Narodnooslobodilačka vojska Jugoslavije (Volksbevrijdingsleger van Joegoslavië)) hiervoor in te zetten. Hun missie was om op te rukken in Syrmië, tussen de Donau en Sava en zoveel mogelijk gelijke tred proberen te houden met het tempo van de Sovjet-operaties. Voor deze operatie waren het 1e Proletarische (Luitenant-generaal Peko Dapčević ) en 12e Korps (Generaal-majoor Danilo Lekić Španac) beschikbaar met vier divisies.

## Operaties
De veldtocht kan verdeeld worden in vier fasen:
1. De eerste fase duurde van 22 oktober tot eind december 1944, en werd gekarakteriseerd door een langzame maar gestage opmars van Joegoslavische en Sovjet troepen door de zeven Duitse verdedigingslinies, met hevige gevechten en zware verliezen aan beide kanten
2. In de tweede fase, van 3 tot 26 januari 1945, voerden de Duitsers een succesvolle tegenaanval uit en namen de Nibelungen linie weer in, met zware verliezen voor het Joegoslavische leger tot gevolg
3. De derde fase was een patstelling van 26 januari tot 12 april 1945 en in deze periode voerden beide partijen niet veel meer uit dan verkenningsactiviteiten
4. De vierde fase begon met het grote voorjaarsoffensief van het Joegoslavische Leger op 12 april 1945, toen de Joegoslaven door de Duitse linies braken, de Duitsers zware verliezen leden en dit gevolgd werd door terugtrekking richting Zagreb door Heeresgruppe E

### Fase 1

#### Opmars door verschillende linies
De eerste fase startte op 22 oktober 1944 (slechts 2 dagen na de val van Belgrado). In totaal vier NOVJ divisies, ondersteund door vijf Sovjet-artillerieregimenten staken bij Belgrado en Obrenovac de Sava over. De taak van de groep uit Obrenovac was het om naar het noorden op te trekken en de weg- en railverbindingen tussen Ruma en Belgrado te onderbreken en zo de Divisie Böttcher af te snijden. De Duitsers lieten het niet zo ver komen en trokken terug naar de Bruine- en Groene linie.
Op 25 oktober vielen de NOVJ-Sovjet troepen aan langs het hele front, maar met nadruk op de noordelijke sector. Irig viel dezelfde dag. Maar voor Ruma waren vier zware aanvallen nodig en pas de volgende dag werd deze stad veroverd. De Duitsers trokken nu terug naar de Gele linie, met als ankerpunt Sremska Mitrovica.
De Gele linie werd stevig verdedigd door de Divisie Böttcher en drie NOVJ divisies hadden 5 dagen nodig om de linie bij Sremska Mitrovica te doorbreken. Bij Velike Radince was dat niet gelukt. Het resultaat was zeker 1200 man verliezen bij de NOVJ. De Duitsers trokken nu terug naar de Zwarte linie, die als middelpunt het dorp Manđelos had. 
Op 27 oktober werd het bevel over de hele sector van Zvornik tot aan de Drava overgenomen door het hoofdkwartier van het 68ste Korps, ondergeschikt aan het bevel van het 2e Pantserleger. Na de val van de Gele Linie werd de staf van de Divisie Böttcher opgeheven en op 2 november 1944 nam de 118e Jägerdivisie het commando over van de Duitse eenheden aan het Syrmische front. De Zwarte linie was slechts een zwakke linie en de Duitsers verwachtten niet deze te kunnen houden. Slechts vijf dagen na de ontruiming van de Gele linie kwam het bevel ook de Zwarte linie te ontruimen. Echter, om de terugtrekking van de Zwarte linie naar de daarvolgende verdedigingslinie, de Rode linie, te camoufleren werd Operatie Draufgänger uitgevoerd. Twee kampfgruppen van de 118e Jägerdivisie ter sterkte van een versterkt regiment, met Sturmgeschütz-,  tank- en artillerieondersteuning deden een korte stevige uitval rond Manđelos op 7 november 1944. Ze brachten de partizanen gevoelige verliezen toe en in de loop van de nacht trokken ze zich snel terug naar de Rode linie. Deze linie liep van Ilok aan de Donau naar een punt zuidelijk van Martinci aan de Sava.
Na bijna drie weken van gevechten hadden de twee partijen elkaar tot een patstelling gedwongen. Naast de zware verliezen en de uitputting, had ook het tempo van de NOVJ operaties geleden onder de voortdurende herfstregens, die het terrein in een modderpoel veranderden. Alhoewel de partizanen nauwelijks inlichtingen hadden over de Duitse Rode line, was wel duidelijk dat deze stevig versterkt was met loopgraven, artillerie- en machinegeweer stellingen, prikkeldraadversperringen en uitgebreide mijnenvelden. Aangezien een aanval teen deze linie zonder goede voorbereiding zinloos was, gingen de partizanen in het defensief over. Beide partijen gebruikten deze pauze voor reorganisatie en voorbereiding op de volgende ronde. Op 22 november 1944 werd de zogenaamde "Italiaanse" brigade toegevoegd aan de 1e Proletarische Divisie.

#### December-offensief
Tot 10 november stonden de Joegoslavische eenheden aan het Syrmische front onder bevel van het hoofdkwartier van het 12e Korps , tactisch ondergeschikt aan het hoofdkwartier van het 1e Proletarische Korps , en vervolgens rechtstreeks aan het hoofdkwartier van het 1e Proletarische Korps.
Een Sovjet en drie partizanendivisies startten hun aanval op 3 december 1944. Ondanks stevige Duitse tegenstand was de Rode linie na twee dagen van hevige strijd in het noorden en in het centrum doorbroken en de Duitsers trokken terug naar het westen. Tegen 10 december stonden de Sovjets voor Sotin en hadden de partizanen de belangrijke railverbinding Brčko-Vinkovci bij Otok in bezit genomen. Maar het offensief begon snelheid te verliezen. Op de 14e volgde nog een laatste poging het offensief vlot te trekken met aanvallen van twee Sovjet- en twee partizanendivisies tussen Berak en Sotin richting Vukovar. Deze aanvallen werden redelijk gemakkelijk afgeslagen door de Duitsers en tegen 18 december, na twee weken van bloedige gevechten, gingen de Sovjets-partizanen aan het Syrmische front over tot de verdediging.
Het 68e Fuselierskorps werd uit Syrmië teruggetrokken en vervangen door het 1e Bulgaarse Leger. Van 22 tot 28 december vielen de partizanen en twee Bulgaarse divisies zonder succes, maar met zware verliezen aan. Op 31 december werden de Bulgaren alweer teruggetrokken van het front en het 1e Proletarische Korps stond er alleen voor. Op 1 januari 1945 werd dit korps omgevormd tot het  1e Leger. Aan de Duitse kant was intussen de 118e Jägerdivisie vervangen door de 117e Jägerdivisie. Verder verzamelde de 41e Vestingsdivisie zich in het achterland rond Đakovo en waren grote delen van de 7. SS-Freiwilligen-Gebirgs-Division Prinz Eugen gearriveerd rond Brčko en Bijeljina.

### Fase 2

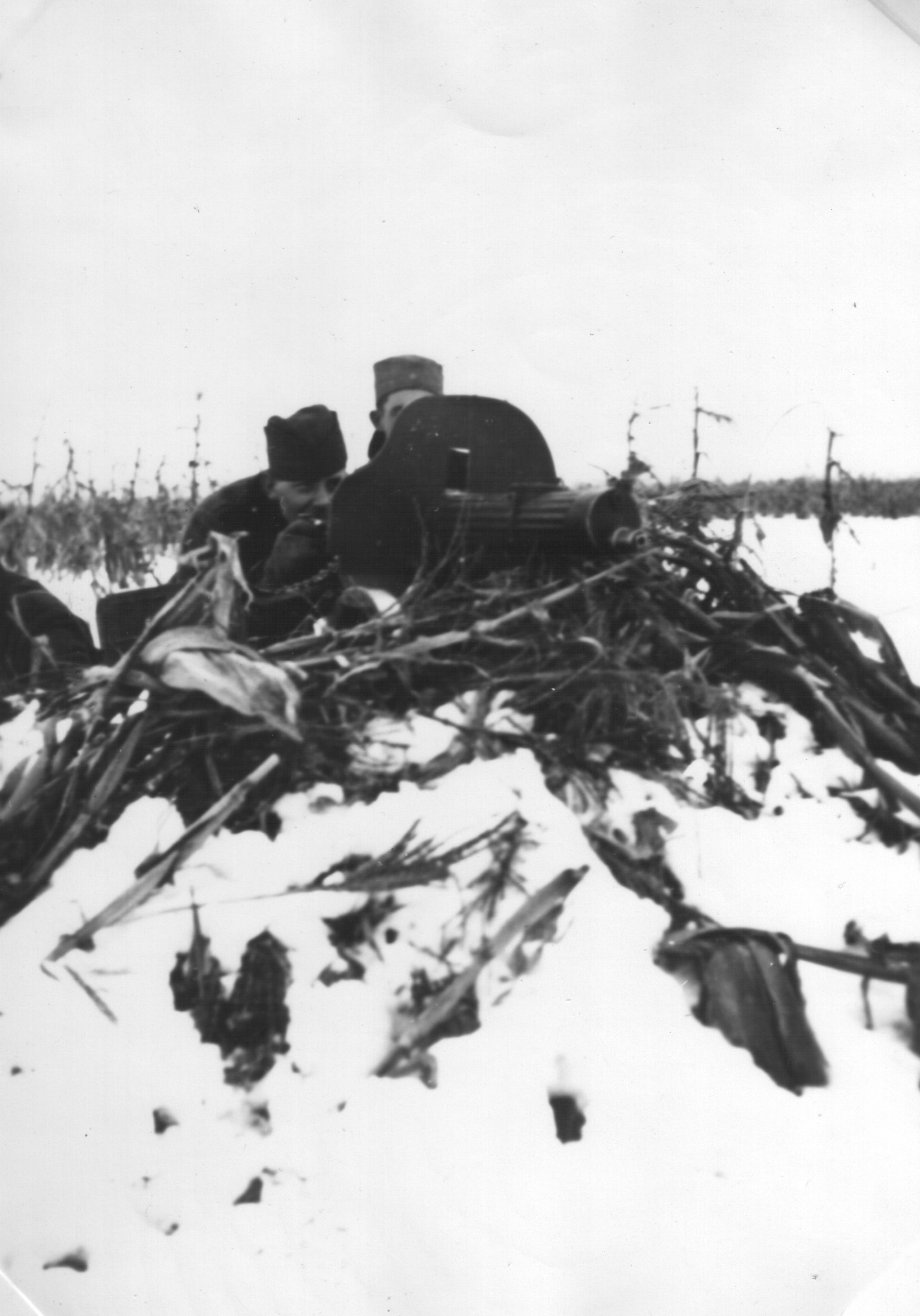
Partizanen met Sovjet mitrailleur aan het front, winter 1944/45

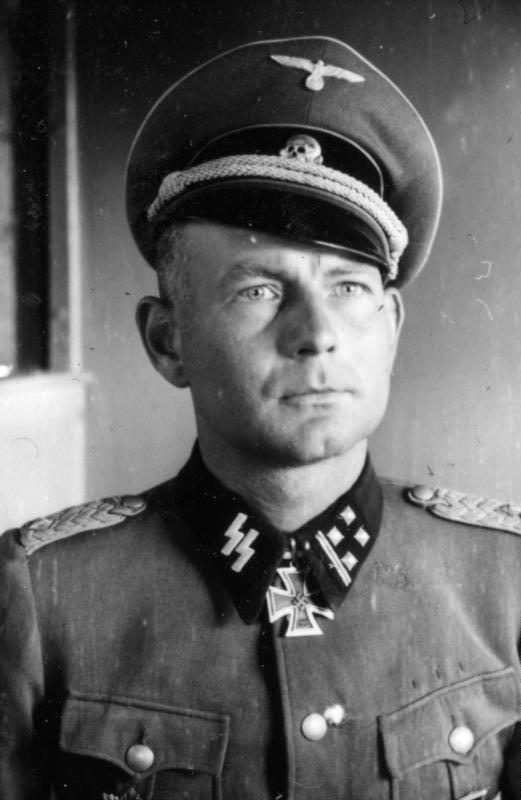
SS Generaal Otto Kumm

Op 3 januari lanceerden de Duitsers rond Otok een korte, hevige aanval met twee versterkte regimenten tegen de wijd verspreid staande 21e Servische Divisie. Deze werd richting Komletinci en Njiemci geduwd en twee brigades moesten over het ijs van de Bosut vluchten. Het 1e Leger moest snel de 1e Proletarische- en 5e Krajina-brigades inzetten om de Bosut te verdedigen. Daarnaast werd versneld de 6e Lika Divisie uit Belgrado aangevoerd. Deze aanval had de posities van de Duitsers aanzienlijk verbeterd en daarnaast waren de Duitsers erin geslaagd ernstige verliezen toe te brengen aan het 1e Leger, en vooral aan de 21e Divisie, die alleen al op 3 januari 182 doden, 308 gewonden en 315 vermiste soldaten te betreuren had.
Doordat Heeresgruppe E in dit gebied nu meer troepen tot zijn beschikking had en ook de defensieve linie nog niet optimaal was, werd een plan ontwikkeld om de oude Nibelungen linie weer in te nemen. Het plan voorzag in de 7e SS-Divisie en de 117e Jägerdivisie door te breken in de noordelijke sector rond Sotin en dan snel op te rukken naar Tovarnik en Šid, waardoor het grootste deel van het 1e Leger NOVJ tussen hen en de vanuit het westen aanvallende 41e Vestingsdivisie ingesloten zou worden. De aanval startte op 17 januari 1945 en de troepen van het 34e Legerkorps z.b.V. (General der Flieger Hellmuth Felmy) rukten dezelfde dag nog meer dan 8 km op en brachten met name de 1e Proletarische Divisie en de 5e Krajina-divisie zware verliezen toe. De 6e Lika Divisie moest snel zijn stellingen aan de zuidelijke flank opgeven en trok terug. De volgende dag rukten de Duitsers op voorbij Šid, wat verder was dan gepland. Toestemming om verder op te rukken werd niet gegeven van hogerhand. Door een model-terugtrekking uit te voeren, intussen de Nibelungen linie weer in gereedheid brengend en de partizanen op afstand houdend, slaagde het 34e Legerkorps z.b.V. erin gemakkelijk de linie in te nemen. Ondanks partizanen-aanvallen, bleef de linie gemakkelijk intact. Het 1e Leger was uitgeput en de Duitsers hadden hun doelen bereikt. Het front kwam tot rust op 24 januari 1945

### Fase 3
De 117e Jägerdivisie en 41e Vestingsdivisie bezetten vervolgens de linie. De 7e SS-Divisie werd van het front teruggetrokken. Op 25 januari 1945 werd de 41e Vestingsdivisie omgevormd tot de 41e Infanteriedivisie. Vanaf begin maart werd de 963e Vestingsbrigade ingezet, eerst rond Brčko, maar later volgde een plaats in de noordelijke sector van de frontlijn, ter vervanging van de vertrekkende 117e Jägerdivisie.
Waar in februari en maart 1945 weinig activiteit was op het Syrmische Front zelf, behoudens patrouilles, werd er in de aangrenzende sectoren aan de Drau en de Drina veel gevochten terwijl de Duitsers probeerden hun flanken te stabiliseren in een reeks operaties, met wisselend succes. Op 26 februari bracht Veldmaarschalk Harold Alexander, de Supreme Commander of the Allied Forces Headquarters in the Mediterranean, een bezoek aan het 1e Leger aan het Syrmische front.
Als gevolg van de snel verslechterende situatie in Hongarije, stemde Hitler eind maart met tegenzin in met de geleidelijke evacuatie van het hele gebied ten zuiden van de lijn Doboj-Brčko en het ontruimen van het Syrmische front ten gunste van een compactere positie grofweg ten oosten van de lijn Brod-Donji Miholjac. De Duitse legerleiding kon alleen maar hopen dat deze bewegingen konden worden voltooid voordat de Joegoslaven aan hun lenteoffensief begonnen.

### Fase 4

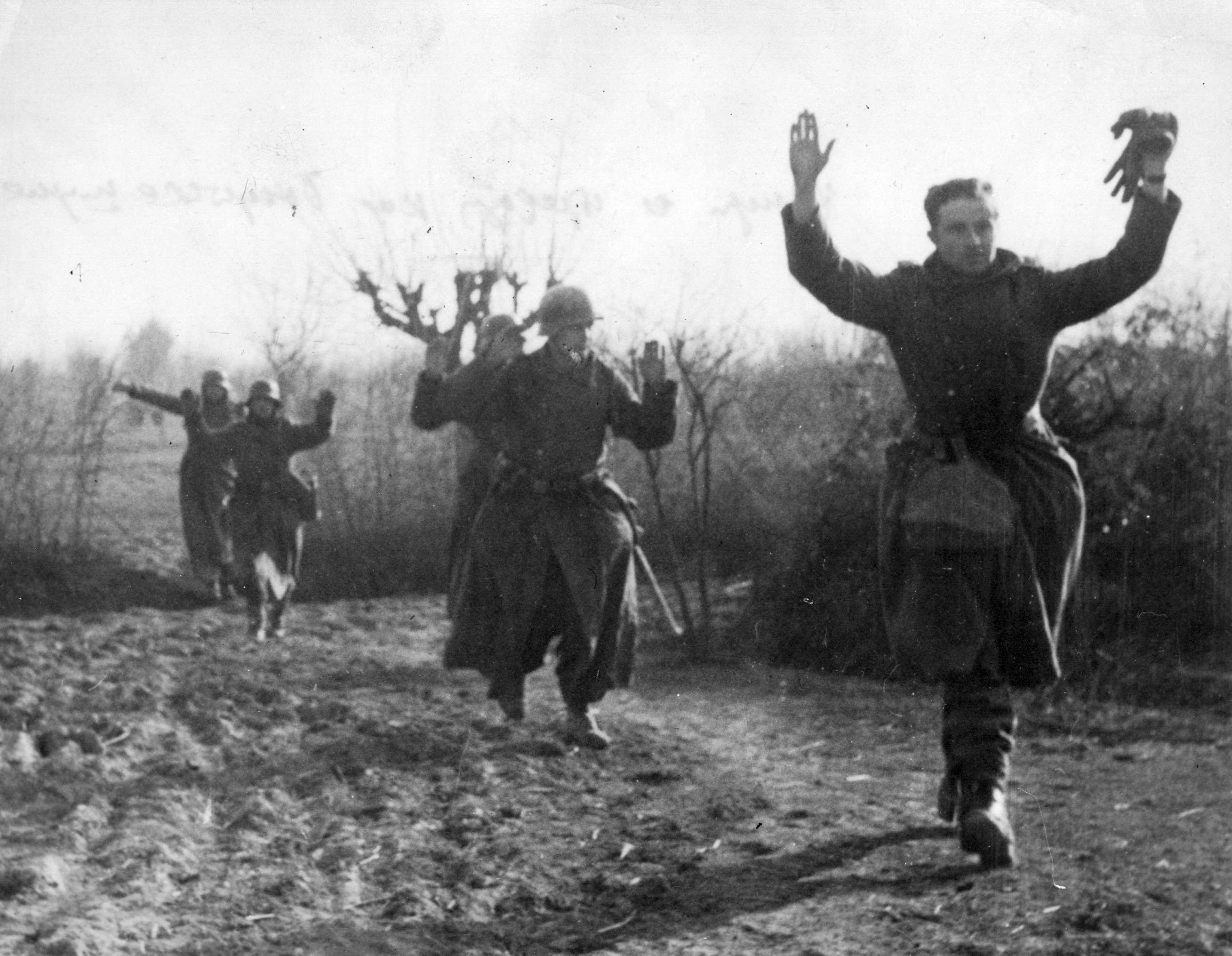
Duitse soldaten geven zich over, april 1945

Als onderdeel van het grote eindoffensief van het Joegoslavische leger, werd er ook voor het Syrmische front een aanval gepland. Op dat moment werd de verdedigingslinie aan Duitse kant bezet door de 41e Infanteriedivisie en de 963e Vestingsbrigade. Het 1e Leger had in de laatste maanden zijn strijdkrachten kunnen uitrusten en versterken. De mannen hadden beter training en wapens gekregen en er was een sterke aanvulling van hun rijen geweest. Ook beschikten de partizanen nu over een echte tankeenheid, de 2e Tankbrigade, uitgerust met 65 gloednieuwe Sovjet T-34-85 tanks. Luchtsteun kwam nog steeds van de Luchtgroep Vitruk, uitgerust met Sovjet vliegtuigen. Op 12 april 1945 startte het offensief om 04.45 uur met een artilleriebarrage, een kwartier later gevolgd door de infanterie. De hoofdaanval werd uitgevoerd ten westen van Ilok door de 1e Proletarische- en de 21e Servische Divisies. Hun tegenstanders waren drie bataljons van de 963e Vestingsbrigade. Tot verbazing van met name de veteranen onder de partizanen, was de Duitse linie al na 10 min doorbroken, met verrassend weinig tegenstand. De twee divisies, ondersteund door de 2e Tankbrigade, rukten snel op. In de late middag veroverde de 1e Proletarische Divisie Vukovar en de 21e Servische Divisie had Svinjarevci ingenomen. In het centrum ging het lastiger. De 48e Macedonische Divisie moest zware strijd leveren om Tovarnik te kunnen nemen, en dit lukte pas tegen 14.00 uur. De hele zuidelijke flank werd door de 41e Infanteriedivisie goed verdedigd en de NOVJ troepen kwamen door Duitse tegenaanvallen zelfs in moeilijkheden. In het licht van de doorbraak in het noorden, beval rond 13.00 uur de Heeresgruppe E tot een volledige terugtocht. Het 3e Leger was intussen de Drau ook op een aantal plaatsen overgestoken, en dit maakte mede de Duitse posities onhoudbaar. De volgende dag trokken de NOVJ troepen verder op en Vinkovci werd rond 18.00 uur op 13 april veroverd.
Met de inname van Vinkovci kwam er een definitief einde aan het Syrmische front. Het 1e Leger rukte verder op richting Zagreb.

## Verliezen

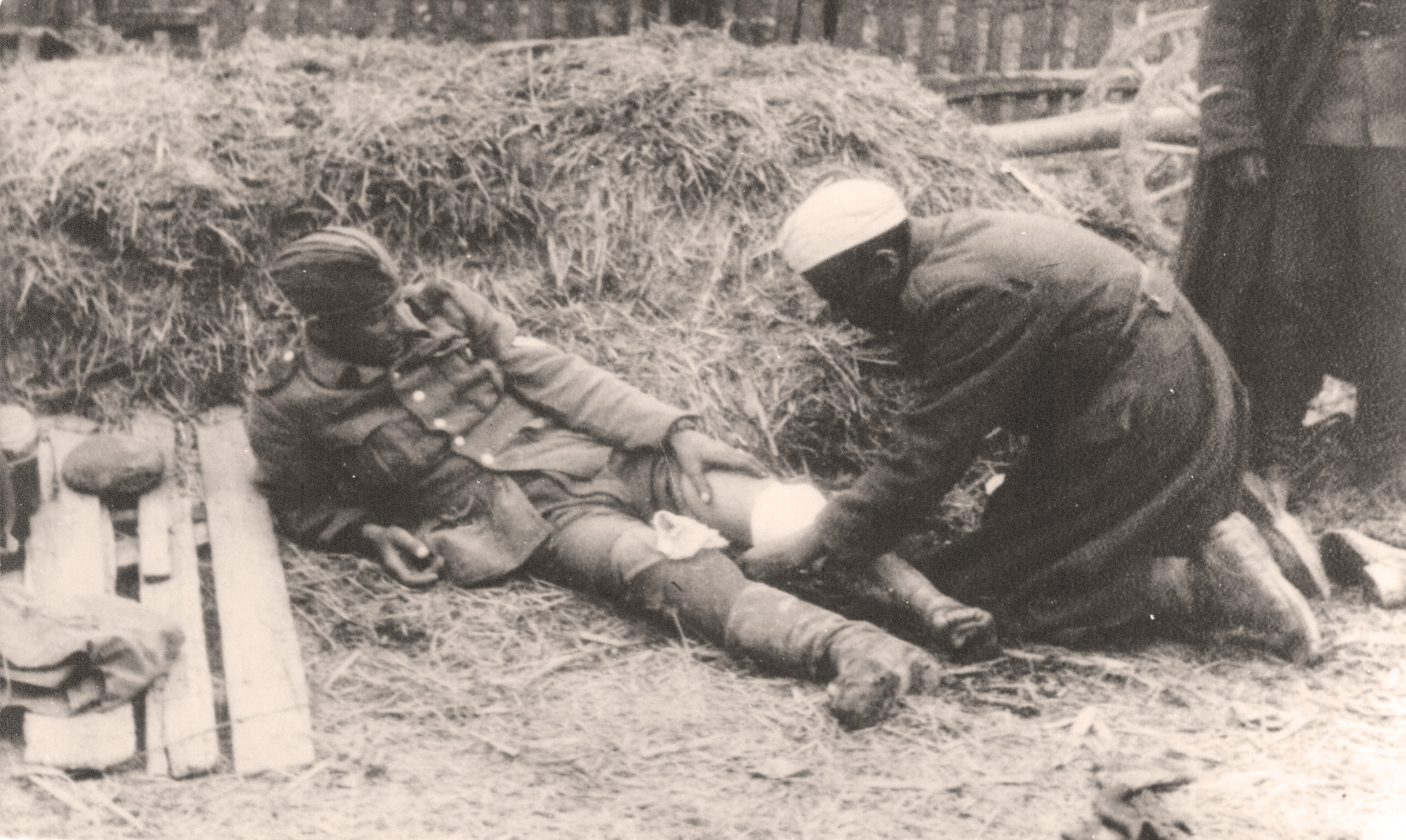
Een van de vele gewonden onder de partizanen

De NOVJ verloor naar schatting meer dan 13.500 doden tijdens de gevechten aan het Syrmische front en natuurlijk een veelvoud in gewonde. (en vermisten). Daarnaast verloor het Rode Leger 1.100, het Bulgaarse Volksleger 623 en de "Italiaanse" brigade 163 doden.
De Duitse gesneuvelden-aantallen zijn niet beschikbaar en partizanen schattingen daarvan zijn volstrekt onbetrouwbaar.

## Overdenking
Het Syrmische front was het toneel van enkele van de meest moeilijke en zware gevechten in Joegoslavië in de Tweede Wereldoorlog, en dat gedurende bijna zes maanden. Aangezien het Rode Leger na het Belgrado-offensief verder trok naar Hongarije, bleven de partizanen alleen achter. Zij waren gewend aan een guerrillaoorlogsvoering, meestal in bergachtig terrein. Maar nu moest er gevochten worden op vlak terrein, in een reguliere oorlogvoering en meest in een stellingenoorlog. De partizanen waren hier niet op ingericht en beschikten ook niet over de juiste middelen hiervoor. Door de aanhoudende verliezen werden jongen mannen uit Vojvodina en Centraal-Servië, uit meest net bevrijde regionen, massaal in dienst genomen. Hun training was minimaal en hun daaropvolgende verliezen recht evenredig hoog. Ook het kader was onvoldoende voorbereid op hun taak. De meeste bevelhebbers hadden geen ervaring in het aansturen van grotere eenheden. Ze waren vaak in de frontlinies te vinden en waren daarom relatief vaak zelf ook dodelijk slachtoffer. De ervaring die ze hadden was vaak vanuit het verre verleden. Verder waren triviale zaken zoals helmen niet aanwezig. De meeste mannen droegen de traditionele Titovka. Het graven van schuttersputten en loopgraven werd als niet heldhaftig gezien. Deze zaken veroorzaakten onnodige verliezen. In wezen probeerde het Joegoslavische leger operaties in de Tweede Wereldoorlog uit te voeren met de middelen en tactieken van de Eerste Wereldoorlog.